# Транскеј
Транскеј је био некадашњи први (од 10) бантустан (формално република) у Јужноафричкој Републици намењен црначком домородачком становништву Коса за време апартхејда.
Транскеј је основала влада Јужноафричке Уније 1959. као аутономни бантустан (заједно са бантустаном Цискеј) за народ Коса. Транскеј је проглашен потпуно независном државом 1976, како би правно послужио као држава за милионе црначких Коса, који су на тај начин изгубили дотадашње држављанство Јужноафричке Уније.

## Историјат настанка Транскеја

### Позадина
На почетку 15. века територију источно од реке Грејт Кеј запосели су преци данашњег народа Нгуни. Та племена говорила су разне варијанте Коса језика и били претеча данашњег народа Коса. Након 1820. у тај крај почела су да се сливају различита племена, такозвани Фенгу (Луталице без домовине), које су са територије данашње јужноафричке провинције КваЗулу-Натал потиснуло племе Зулу под вођством свог поглавице Шаке Зулуа.
Бурски колонисти звали су земље племена Коса између Велике рибље реке и реке Грејт Кеј — Цискеј, а оне земље које леже источно од Грејт Кеја — Транскеј.
Кад су Бури почели да се насељавају и у тај крај помичући се из Кејптауна на исток, сукобили су се афричким домородачким Косама, тако да су 1778. склопили договор с њима, по коме је Велика рибља ријека утврђена као граница између територије племена Коса и Колоније Рт добре наде, али Косе нису схватили поенту тог уговора, који је њима спречавао да се селе на запад. Након тога је уследио читав низ сукоба на граници између 1779. и 1879. године. Британци су 1847. анектирали Кафрарију, територију западно од реке Грејт Кеј и прикључили ју Колонији Рт добре наде 1866. године. Затим су између 1879. и 1894. анектирали и све остале територије Транскеја: Источни Грикаленд, Пондоленд и Тембуленд и прикључили их Колонији Рт добре наде. Британци су 1894. основали по Транскеју територијална већа, заменивши тако традиционални племенски политички систем својим органима. На почетку 20. века, сва та већа су уједињена у јединствено Генерално веће за Транскеј. Кад је 1910. основана Јужноафричка Унија све земље Транскеја постале су део Провинције Рт добре наде.

### Оснивање
Након изгласавања Закона о Банту самоуправи 1959, у парламенту Јужноафричке Уније у којем је инаугурисано начело Одвојеног развоја и формално дата самоуправа бантустанима, Транскеј и Цискеј постали су први аутономни бантустани. Након тога је 1963. основан парламент, ограничене моћи, јер је његове одлуке морао да одобрити парламент Јужноафричке Уније. Процес конституисања Транскеја довршен је 1976. кад је он на наговор Јужноафричке Републике прогласио независност, коју је одмах признала ЈАР и остали независни бантустани, пославши своје дипломате у главни град Умтату.
Након стварања формално независног Транскеја, сви црначки домороци који су језично и етнички имали било какве везе са Транскејом (без обзира дали су тамо живели) изгубили су јужноафричко држављанство и постали грађани своје нове државе. Организација афричког јединства позвала је свет да не призна Транскеј, јер би тај чин значио признавање апартхејда. И Организација уједињених нација подржала је такво стајалиште. Упркос силним напорима владе из Преторије да обезбеди дипломатско признање бантустана, само је Израел неформално признао бантустан Транскеј, уврстивши их у свој телефонски именик као независну државу Израелски бизнисмен Јаков Меридор (блиски пријатељ премијера Менахема Бегина) отворио је представништво своје компјутерске компаније Дегем у Транскеју, а професор Џозеф Бен Дак постао је саветник владе.

### Крај бантустана Транскеј
Након првих слободних демократских избора, у којима су право гласа имали сви грађани Јужноафричке Републике, и усвајања новог Устава 27. априла 1994, свих 10 бантустана је укинуто и укључено у нову-стару државу Јужноафричку Републику. Територија бантустана Транскеј постала је део нових провинција Источни Кејп и КваЗулу-Натал, а сви његови грађани добили су поновно јужноафричко држављанство.

## Географске карактеристике и становништво
Бантустан Транскеј имао је 43 654 км2 и 3 390 000 становника пред крај свог постојања 1994. године.
Протезао се уз обале Индијског океана, југоисточно од Дурбана, окружен територијом Јужноафричке Републике са свих страна, осим према северу где је на малом делу граничио са Лесотом. Транскеј се састојао од три одвојене територије, једног већег централног, и два много мања, у планинској унутрашњости, источно и западно од централног дела. Главни град је Транскеја био је Умтата, а једина лука Порт Сент Џонс.
Централни део простирао се од реке Умтамвуна на северу и падина масива Дракенсберг, до реке Грејт Кеј на југу, уз Индијски океан. Велик део територије Транскеја био је планинско земљиште, непогодно за пољопривреду.
Најпознатији грађанин Транскеја био је председник Јужноафричке Републике 1994 — 1999, Нелсон Мандела.

## Политика
Номинално, Транскеј је био демократска република, са највишим законодавним органом — парламентом од 150 чланова, од којих су половина изабрани на вишепартијским изборима, а половину су постављали месни поглавице. Партија првог председника Кајсера Матанзима Национална партија независности, практички је самостално водила земљу, и представљала једину стварну политичку снагу, друга по снази Демократска партија, била је преслаба да било шта направи (осталих 4 још слабије). Након војног удара којег је извео Банту Холомиса 30. децембра 1987. све партије су укинуте, а земљом је владала војна хунта све до укидања Транскеја.
На крају свог постојања Транскеј је имао војску од 3 500 до 4 000 војника.

## Живот у Транскеју
Транскеј је од самог почетка добивао помоћ владе Јужноафичке Републике, без које није био у стању да се одржи. Мала територија, са бројним становништвом и готово никаквом привредом, створили су једну инвалидну политичку творевину, тако да је средином 1980-их 85% прихода Транскеја долазило као помоћ од владе из Преторије. Остатак прихода биле су дознаке радника који су радили по Белачкој Јужној Африци.